# MCITP: Enterprise Administrator
Microsoft Certified IT Professional: Enterprise Administrator was een certificatie van Microsoft, geïntroduceerd bij Windows Server 2008.
Met deze examens werden andere vaardigheden getest dan die in het vroegere MCSA en MCSE getest werden. Er is dus geen echte vergelijking te maken tussen 2 verschillende generaties certificaties.

## Examens
Om de titel MCITP:EA te behalen, dienen de volgende examens te worden gehaald:
- 70-640 TS: Windows Server 2008 Active Directory, Configuring
- 70-642 TS: Windows Server 2008 Network Infrastructure, Configuring
- 70-643 TS: Windows Server 2008 Applications Infrastructure, Configuring
- 70-647 Pro: Windows Server 2008, Enterprise Administrator

En minimaal een van onderstaande:
- 70-680 TS: Windows 7, Configuring
- 70-620 TS: Windows Vista, Configuring
- 70-681 TS: Windows 7 plus Office, Deploying

## Pensioen
Microsoft heeft alle MCITP certificeringen tussen 31 juli 2014 en 31 juli 2016 met "pensioen" gestuurd. Voor degene die de certificering reeds gehaald hebben blijft deze nog wel geldig, maar nieuwe MCITP certificering is niet meer mogelijk. 